# ЗСУ-57-2
ЗСУ-57-2 — зенітна самохідна установка.

## Історія створення
Зенітні САУ в СРСР розроблялися ще до початку Німецько-радянської війни, проте проєкти, якщо пощастило, доводилися до дослідного зразка, і не більше того. У воєнний час проєктування тривало, але також без особливого успіху. Лише в 1945 р. почалося виробництво легкої ЗСУ-37 на основі артилерійської установки СУ-76М. Випуск тривав до 1948 р., всього було зібрано 75 машин. ЗСУ-37 не задовольняла війська ні в кількісному, ні в якісному відношенні. Використання її в танкових колонах було майже неможливо: максимальна швидкість машини — 30 км / год, запас ходу по шосе — 260 км, що помітно менше аналогічних показників Т-54. Та й постачання зенітної САУ пальним викликало проблеми: адже на ній встановлювалися два карбюраторні двигуни.
Тим часом в 1942 р. в бронетанковій промисловості були затверджені тактико-технічні вимоги на розробку зенітної САУ на базі танка Т-34. Тоді ж, у 1942 р., конструктор заводу № 174 І. В. Савін представив у ГБТУ проєкт вежі з 37-мм автоматичною гарматою для установки на корпусі Т-34
Зенітна самохідна установка ЗСУ-57-2 на державних випробуваннях. 1951 Фотографії з фондів РГАЕ.
Потім були ще кілька проєктів. Нарешті, в лютому 1946 р. конструкторське бюро заводу № 174 (доповідач — І. С. Бушні) представило на розгляд технічної ради Мінтрансмаша виконаний спільно з Центральним артилерійським конструкторським бюро під керівництвом В. Г. Грабина проєкт самохідної зенітної установки на базі танка Т-34, що несла чотири 37-мм автоматичні гармати. Проєкт в цілому був схвалений, але рекомендований лише для дослідної роботи. Вся увага пропонувалося зосередити на зенітної САУ з використанням новітньої бази — танка Т-54.
З міністерської листування випливає, що навесні 1947 р. була визначена не лише база, а й майбутнє озброєння ЗСУ — спарена 57-мм зенітна гармата розробки все того ж ЦАКБ. До кінця 1947 р. технічний проєкт самохідки був майже готовий, але подальші роботи довелося зупинити через відсутність таких гармат. Гармати доводилися до прийнятного рівня ще рік, так що проєкт був завершений тільки восени 1948 р.
Після його затвердження наприкінці 1948 р. почалася розробка робочих креслень ЗСУ-57-2. У березні 1949 р. вони були завершені — правда, в травні довелося знову змінювати. Так чи інакше, в травні 1949 р. завод № 174 приступив до виготовлення перших двох ЗСУ. Між тим НДІ-58 (колишнє ЦАКБ) зіткнулося з серйозними проблемами як зі спареною 57-мм гарматою З-68, так і з базовою гарматою С-60. Доведення З-68 тривала в 1951—1953 рр., Хоча перша ЗСУ-57-2 була виготовлена в червні 1950 р. За результатами заводських випробувань у грудні був виготовлений другий зразок — для державних випробувань.
Державні випробування проводилися з 27 січня по 15 березня 1951 р. на полігоні ГАУ за участю групи співробітників НИИБТ полігону. Від Мінтрансмаша був присутній головний конструктор заводу № 174 І. С. Бушні. Далі цитуємо за «Висновком комісії з державних випробувань зенітної САУ»: «Державна комісія рекомендує виготовити дослідну партію артсамоходів для військових випробувань».
До травня 1951 конструкція ЗСУ була вдосконалена з урахуванням зауважень, і почалося виготовлення шести зразків для військових випробувань. Боєкомплект був збільшений до 300 снарядів. Але знову справа зупинилася через відсутність удосконаленої артилерійської системи С-68А.
Різні доопрацювання тривали і в 1952 р., і в 1953 р. Тільки у 1954 році. два ЗСУ-57-2 надійшли на контрольні військові випробування, за результатами яких машина в лютому 1955 р. була прийнята на озброєння.
Серійне виробництво ЗСУ-57-2 почалося в 1957 р. Гармати виготовлялися артилерійським заводом № 946, збірка йшла на омському заводі № 174 та Красноярському заводі Міністерства важкого машинобудування. До того часу ЗСУ-57-2 вже не повною мірою відповідала завданню повітряного прикриття танкових частин.
До кінця 1950-х рр. не тільки винищувальна, але і штурмова авіація переоснащувати реактивними літаками. Тривалість бою скоротилася до лічених секунд. Для протидії швидкісним штурмовикам зенітна САУ повинна була мати у своєму розпорядженні автоматизованими приводами наведення в поєднанні з радіолокаційними системами. Робота з модернізації ЗСУ-57-2 почалася на заводі № 174 у 1957 р., Але це вже зовсім інша історія, тим більше що в результаті на озброєння були прийняті системи з меншим калібром озброєння і на інший ходової базі.

## Технічні характеристики
Зенітна самохідна артилерійська установка ЗСУ-57-2 призначається для захисту бронетанкових і механізованих частин, що знаходяться на марші, на вихідних позиціях та пункти збору від нападу авіації противника.
Зенітна самохідна артилерійська установка спроєктована з використанням агрегатів і деталей серійного танка Т-54 і виконана з бойовим вагою 26,172 тонни, має легке бронювання … і озброєна 57-мм спареної автоматичної зенітної гарматою С-68, спроєктованої з використанням елементів автоматики серійної 57-мм польової автоматичної зенітної гармати С-60.
Зенітна самохідна артилерійська установка ЗСУ-57-2 і її озброєння забезпечують можливість ведення вогню по зенітних цілях на прицільної дальності до 4500 метрів, а також по наземних цілях з місця і з ходу …
Живлення автоматів здійснюється обоймами на 4 патрона кожна … Вертикальне і горизонтальне наведення системи здійснюється за допомогою гідравлічного приводу або вручну …
Боєкомплект гармати складається з 252 снарядів, з них 172 були розміщені у вежі, в обоймах і 80 снарядів в лобовій частині без обойм у спеціальній укладці.
Корпус ЗСУ, по зовнішніх габаритах, виконаний таким же, як і корпус серійного танка Т-54. Внутрішні габарити корпусу в порівнянні з танком Т-54 збільшені за рахунок застосування менших товщин бронелистів. Башта виконана з броньових листів товщиною 10 мм з діаметром погона у просвіті 2100 мм і діаметром підвісної полика та огорожа у нижній частині бойового відділення 1850 мм.
Компонування і агрегати моторно-трансмісійного відділення, ходової частини та відділення управління запозичені від серійного танка Т-54 за винятком установки 4 пар опорних ковзанок замість 5, установки генератора Г-54 потужністю 3 кВт замість Г-73 потужністю 1,5 кВт, зміни в установці акумуляторних батарей, встановлення полегшених кришок бортової передачі, переміщення сидіння механіка-водія вперед і вліво і зміщення ряду деталей, пов'язаних з кріпленням їх до бортів у зв'язку зі зменшенням товщини броньових листів …
Для зовнішнього зв'язку зенітна самохідна артустановка ЗСУ-57-2 так само, як і танк Т-54, обладнана радіостанцією Юрт, а для внутрішнього зв'язку переговорним пристроєм ТПУ-47.
На випробуваннях з'ясувалося, що темп стрільби двох автоматів становить 222 постріли в хвилину, бойова скорострільність — 53 постріли в хвилину. Швидкість наведення по азимуту силовим приводом дорівнювала 36 град. / сек, ручним — 4 град. / сек. Для кута піднесення ті ж показники склали відповідно 20 і 4,5 град. / сек. Початкова швидкість осколко-фугасного снаряда вагою 2,8 кг досягала 1000 м / сек. Броньовий захист була розрахована на потрапляння бронебійних 7,62-мм куль з дистанції понад 250 м. Рухливість і запас ходу машини аналогічні базовому танку Т-54.
Комісія у своєму висновку відзначила: «Дослідний зразок ЗСУ-57-2 є потужним засобом захисту бронетанкових і механізованих військ від авіації противника і за своїми характеристиками відповідає тактико-технічним вимогам, затвердженим постановою уряду, крім бойового ваги, що перевищує на 172 кг заданий, внаслідок установки серійних гусениць замість дослідних».
ЗСУ-57-2 по всіх вузлах, механізмах та озброєнню на задану відстань — 1500 м і 2000 пострілів випробування витримала, за винятком планетарних механізмів повороту, перевірених тільки на 1069 км і недовипробуваних унаслідок виходу з ладу дизель-мотора.

## Країни-оператори
Єгипет

 Іран

 Куба

 Мозамбік

 Росія

 Сербія

## Збережені екземпляри
- Чернігівська область, Навчальний центр «Десна»[1]
- Київська область, історичний комплекс в селі Пилява[1]